# Liste der Monuments historiques in Vireux-Molhain
Die Liste der Monuments historiques in Vireux-Molhain führt die Monuments historiques in der französischen Gemeinde Vireux-Molhain auf.

## Liste der Immobilien
| Bezeichnung           | Beschreibung           | Standort                               | Kennzeichnung | Schutzstatus | Datum | Bild           |
| --------------------- | ---------------------- | -------------------------------------- | ------------- | ------------ | ----- | -------------- |
| Stiftskirche St-Ermel | ab dem 11. Jahrhundert | Molhain, place de la Collègiale (Lage) | PA00078543    | Classé       | 1964  | weitere Bilder |

## Liste der Objekte
| Bezeichnung                       | Beschreibung                                                   | Standort                                     | Kennzeichnung | Schutzstatus | Datum | Bild |
| --------------------------------- | -------------------------------------------------------------- | -------------------------------------------- | ------------- | ------------ | ----- | ---- |
| Skulptur Madonna mit Kind (1)     | Holz, farbig gefasst, 15. Jahrhundert; in der Mairie deponiert | Molhain, in der Stiftskirche St-Ermel (Lage) | PM08000602    | Classé       | 1964  |      |
| Grablegungsgruppe                 | Holz, 15. oder 16. Jahrhundert                                 | Molhain, in der Stiftskirche St-Ermel (Lage) | PM08000601    | Classé       | 1961  |      |
| Grabstein eines Adligen (1)       | Stein, 15. Jahrhundert                                         | Molhain, in der Stiftskirche St-Ermel (Lage) | PM08000598    | Classé       | 1911  |      |
| Skulptur Madonna mit Kind (2)     | Holz, farbig gefasst, 17. Jahrhundert                          | Molhain, in der Stiftskirche St-Ermel (Lage) | PM08000605    | Classé       | 1964  |      |
| Skulptur Heiliger Rochus          | Holz, farbig gefasst, 16. Jahrhundert                          | Molhain, in der Stiftskirche St-Ermel (Lage) | PM08000604    | Classé       | 1964  |      |
| Relief Mariä Himmelfahrt          | Retabel des Hauptaltars; Holz, 17. Jahrhundert                 | Molhain, in der Stiftskirche St-Ermel (Lage) | PM08000593    | Classé       | 1911  |      |
| Grabstein eines Adligen (2)       | Stein, 15. Jahrhundert                                         | Molhain, in der Stiftskirche St-Ermel (Lage) | PM08000595    | Classé       | 1911  |      |
| Grabstein einer Frau (1)          | Stein, 15. Jahrhundert                                         | Molhain, in der Stiftskirche St-Ermel (Lage) | PM08000597    | Classé       | 1911  |      |
| Skulptur Stehende Anna selbdritt  | Holz, farbig gefasst, 15. Jahrhundert                          | Molhain, in der Stiftskirche St-Ermel (Lage) | PM08000599    | Classé       | 1931  |      |
| Skulptur Sitzende Anna selbdritt  | Holz, farbig gefasst, um 1500                                  | Molhain, in der Stiftskirche St-Ermel (Lage) | PM08000600    | Classé       | 1931  |      |
| Grabstein für Evrard de Rayve     | Stein, bezeichnet 1400                                         | Molhain, in der Stiftskirche St-Ermel (Lage) | PM08000594    | Classé       | 1911  |      |
| Grabstein einer Frau (2)          | Stein, Marmor, 15. Jahrhundert                                 | Molhain, in der Stiftskirche St-Ermel (Lage) | PM08000596    | Classé       | 1911  |      |
| Skulptur Erzengel Michael         | Holz, farbig gefasst, 16. Jahrhundert                          | Molhain, in der Stiftskirche St-Ermel (Lage) | PM08000603    | Classé       | 1964  |      |
| Gemälde Stiftung des Rosenkranzes | Ölfarbe auf Leinwand, 17. Jahrhundert                          | Vireux, in der Kirche St-Martin (Lage)       | PM08000606    | Classé       | 1978  |      |
| Skulptur Madonna                  | Holz, Gips, 13. Jahrhundert; verschwunden                      | Vireux, in der Kirche St-Martin (Lage)       | PM08000668    | Classé       | 1964  |      |
| Skulptur Tobias                   | Holz, farbig gefasst, 17. Jahrhundert; verschwunden            | Molhain, in der Stiftskirche St-Ermel (Lage) | PM08001141    | Inscrit      | 1980  |      |